# Ga Công viên lớn Incheon
Ga Công viên lớn Incheon (Tiếng Hàn: 인천대공원역, Hanja: 仁川大公園驛) là ga tàu điện ngầm của Tàu điện ngầm Incheon tuyến 2 nằm ở Jangsu-dong, Namdong-gu, Incheon.

## Lịch sử
- 5 tháng 10 năm 2015: Tên ga được quyết định là Ga Công viên lớn Incheon[1]
- 30 tháng 7 năm 2016: Bắt đầu kinh doanh với việc khai trương Tàu điện ngầm Incheon tuyến 2[2]

## Bố trí ga
| Văn phòng Namdong-gu ↑ |
| \| N/B                 |
| ↓ Unyeon               |

| Hướng Bắc | ● Incheon tuyến 2 | ← Hướng đi Văn phòng Namdong-gu · Juan · Geomam · Geomdan Oryu |
| Hướng Nam | ● Incheon tuyến 2 | → Hướng đi Unyeon →                                            |

## Xung quanh nhà ga
- Công viên lớn Incheon
- Sangasan
- Chiyagogae
- Jangsu-dong
- Trung tâm thể thao thành phố đô thị Incheon
- Trung tâm đào tạo thanh thiếu niên thành phố đô thị Incheon

## Hình ảnh

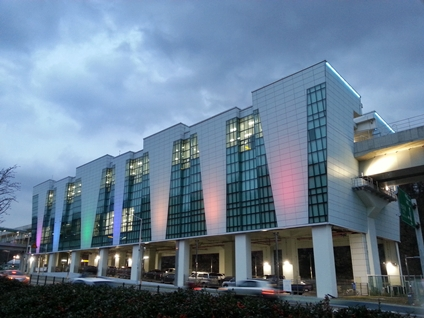
Ga Công viên lớn Incheon
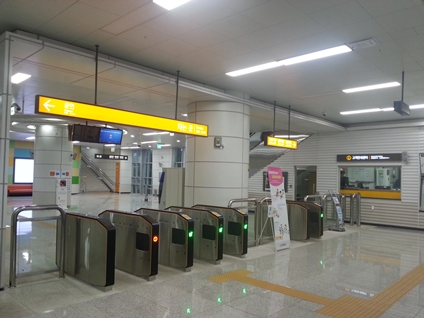
Cửa sóa vé
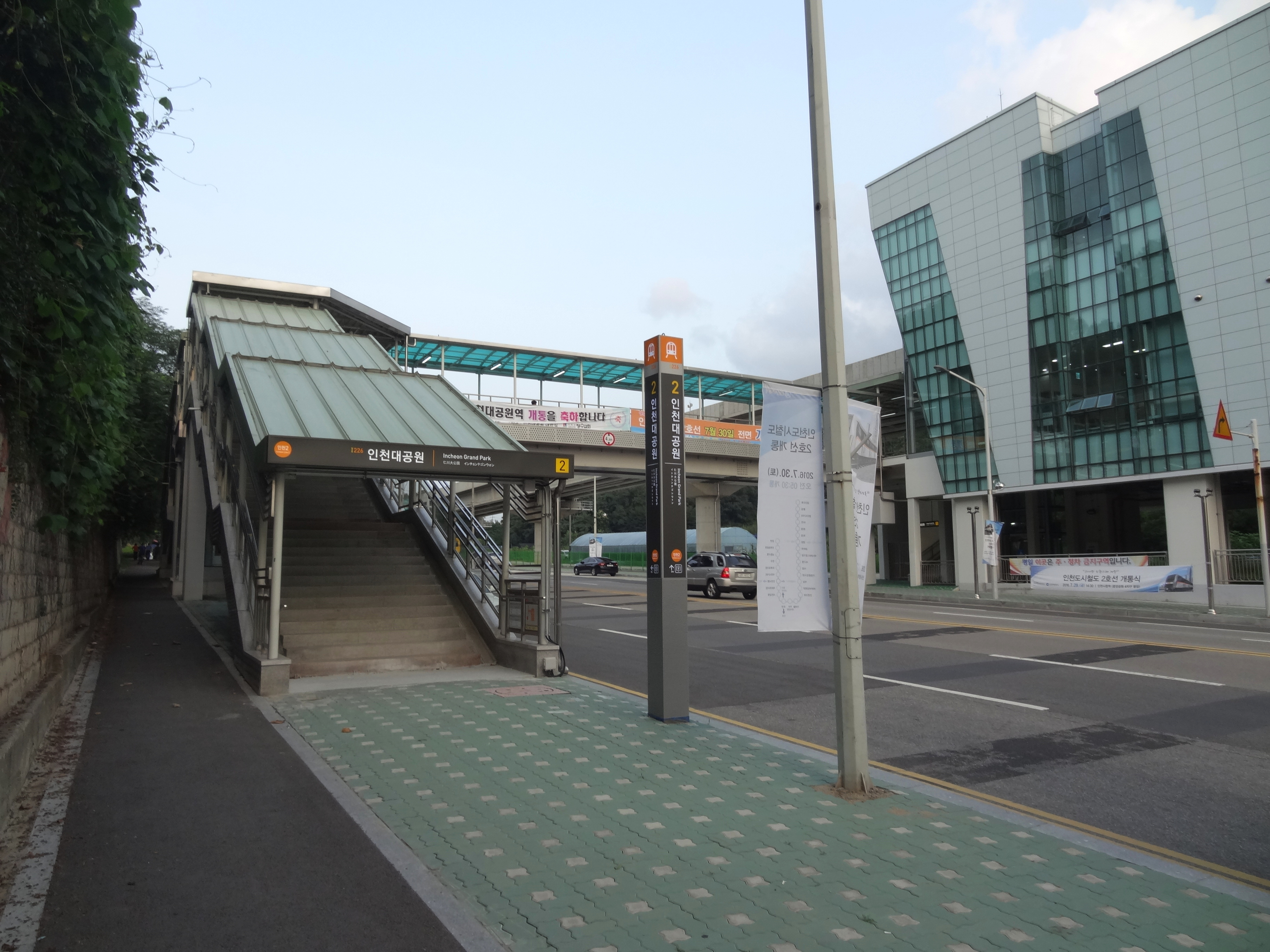
Lối ra 2
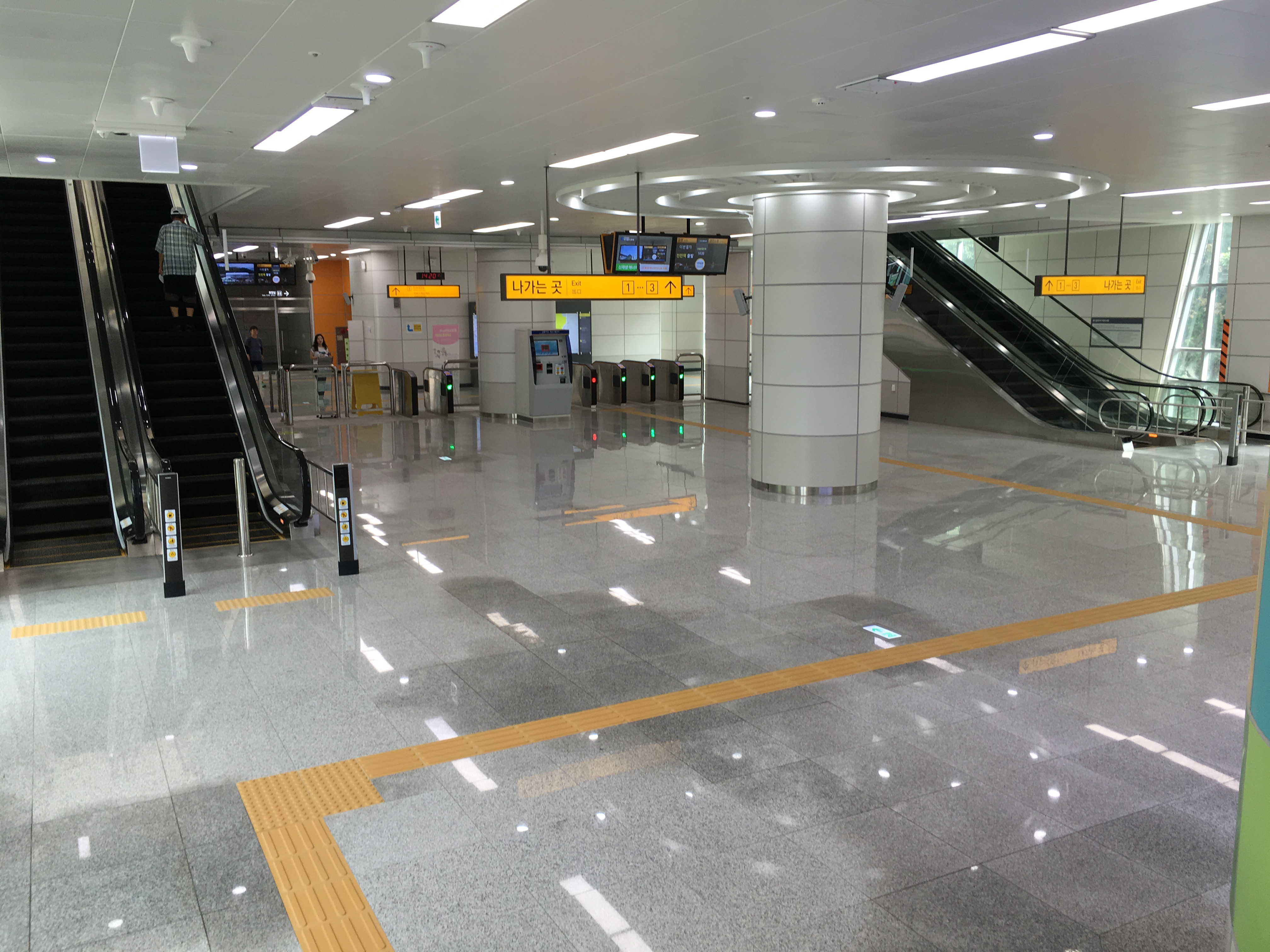
Phòng chờ
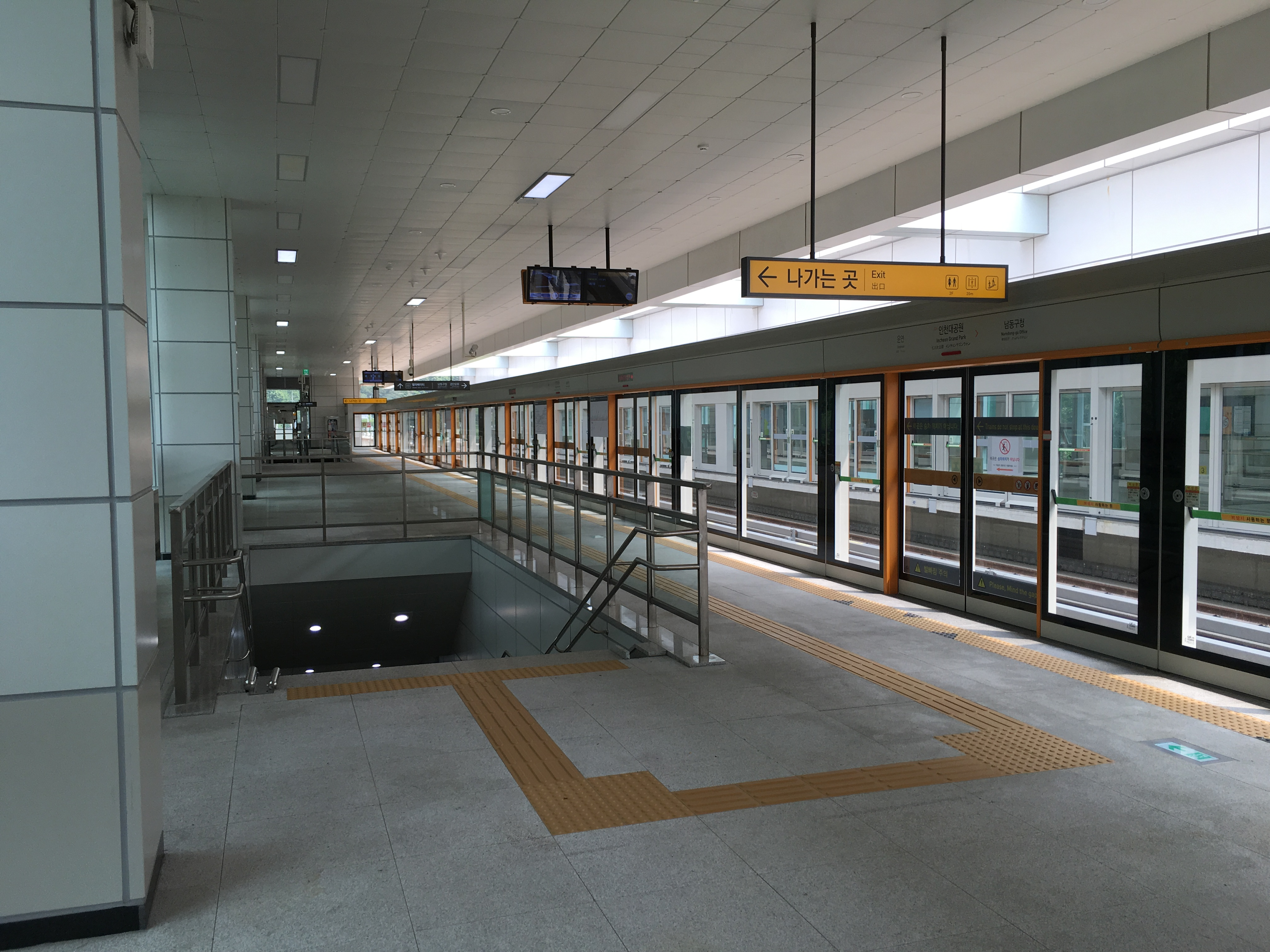
Sân ga